# 三菱・4G63
三菱・4G63（みつびし・4G63）は、三菱自動車工業が開発した、三菱・4G6型エンジン系列における2,000cc級のガソリンエンジンである。歴代のランサーエボリューションシリーズに搭載されていることで知られる。なお、日本市場のみ当初の型式名は4G63ではなく、G63Bという型式名だった（後述）。通称「シリウスエンジン」。
また、本項では4G63型「シリウスエンジン」以外の2,000cc級4G6型「シリウスエンジン」シリーズについても一部記述する。

## 概要
排気量1,997 ccの水冷直列4気筒、ボア×ストロークは85×88mmで、いわゆるロングストローク型のエンジンである。
三菱のエンジン形式は、1桁目の数字が気筒数、2桁目のアルファベットが燃料による区分（A、B、G、J：ガソリン、D、M、N：ディーゼル）、3桁目がエンジンシリーズ、4桁目がシリーズ中の排気量コードをそれぞれ表している。したがって、4G63型は「4気筒、ガソリン、6xシリーズ、3（→6xシリーズの場合は2,000 cc）」のエンジンということになる。
4G63型エンジンの登場は1979年と基本設計が古く、鋳鉄製のシリンダーブロックであるために軽量とは言いがたい。しかし、鋳鉄製ブロックがもたらす頑丈さによるチューニングマージンと競技用エンジンとしての耐久性、またロングストロークによる低中速域でのトルクフルな特性などは、ランサーエボリューションに代表されるスポーツカーから、デリカのようなオフロード重視のミニバン、三菱ふそうのトラックであるキャンター、果ては同じ三菱グループである三菱重工製のフォークリフト（現:ニチユ三菱フォークリフト）にまで搭載されるほどの汎用性を生み出す結果となった。
中国の自動車メーカーにも広くライセンスされており、多くの中国車が今なお4G63型エンジンを搭載している（例：上海モーターショー2017に出品されたZOTYE・SR9）。

## 歴史
4G63型エンジンの起源は、1979年の東京モーターショーに参考出品された「ランサーEX2000ラリーターボ」が搭載していた、新開発のエンジンであるG63B型「シリウス80」である。このシリウス80が後の4G63シリーズの源流となる。
1979年当時の三菱のエンジンは、オリオン(4G1型)、バルカン（2G2型)、サターン（4G3型）、ネプチューン（4G4型）、アストロン（4G5型）というように天体にちなんだ愛称がつけられており、その流れに則りG63Bは「シリウス」と命名された。また、1970年代後半は排気ガス規制が厳格化された時期でもあり、サターン、アストロン、シリウスにのみ「1980年代にふさわしい環境性能を持つエンジン」として後ろに「80（エイティ）」が付与されており、それぞれ「サターンエイティ」「アストロンエイティ」「シリウスエイティ」と呼ばれた。各エイティエンジンの特徴として、吸気バルブと同じタイミングで開閉する極小の吸気バルブ「ジェットバルブ」が挙げられる。
このG63Bはあくまでジェットバルブを備えた日本国内向けの乗用車用エンジンの表記であり、日本で初めて「4G63」の型式を名乗ったエンジンはギャランΣエステートバンなどに搭載され、排出ガス浄化装置などが省略された廉価版の商用エンジンを表していた。ただし、名称こそ別ではあるが両エンジンの基本的構造は同一で、上記のランサーEX2000ラリーターボなどに搭載された海外輸出向けエンジンでは乗用車用でも4G63に統一されていた。
4G63「シリウス」エンジンは輸出仕様のランサーEX2000ターボや、2代目ギャランΣ/Λ、および新型スポーツカーであるスタリオンなどに搭載。G63B「シリウス」エンジンは、上記以外にパジェロ、デリカ、フォルテなどにも搭載された。また、G62Bという1,800 cc仕様のバリエーションも存在し、主にランサーEXや、シャリオ、デリカ、コルディア、トレディアにも搭載され、シリウスエンジンは三菱の主力ユニットとなった。世界ラリー選手権（WRC）においても、ランサーターボ（Gr.4）やスタリオン4WDラリー（グループB、実戦投入なし）にボアアップ版が搭載された。
当初の4G63/G63B型は1気筒あたり2バルブのSOHCであったが、1984年にスタリオンGSR-Vなどに搭載された可変3バルブヘッドを持つ「シリウス・ダッシュ（DASH=Dual Action Super Head、後にサイクロン・ダッシュに改称）」を経て、1987年発売のギャランVR-4で、スポーツタイプの4G63がついに4バルブDOHC化された。その一方で、4G63のSOHCモデルを発展させた4G64の4バルブSOHCモデルが2代目シャリオ（後期型）、エアトレック等に搭載され、GDI仕様も存在していた（シャリオグランディスとディオンに搭載）。
1996年発売のランサーエボリューションIVでは、トランスミッション内のカウンターシャフトを廃し2軸化。搭載方向が変更（車両左→車両右）された。ランサーエボリューション用のユニットは発売の度に改良が重ねられ、2006年に発売されたランサーエボリューションIXではMIVEC（連続可変バルブタイミング機構 ）を搭載、このMIVECはリフト量の変化は行わず、吸気側のみの連続可変バルブタイミングである。
なお、2007年に発売されたランサーエボリューションXでは新開発の4B11型エンジンに変更されたため、三菱における4G63の搭載車は2006年8月発売のランサーエボリューションIX MRおよびランサーエボリューションワゴンMRが最後となった。ただし、4G63から派生した既存の実用型エンジンについてはその後も生産が継続されている。

## バリエーション
- G63B・SOHC8バルブ（ジェットバルブも含めると12バルブと言えなくもないが、便宜上8バルブと表記）。2,000cc。DASHエンジンとして12バルブヘッドを持つ物もラインナップされた。ボアxストローク： 85.0 x 88.0
- G62B・G63Bのボアダウン版、1,800cc。ランサーEXやコルディアなど、海外市場で2,000ccとされていた車種の国内向け仕様などにラインナップされていたが、その後は4G92に置き換えられた。ボアxストローク： 80.6 x 88.0
- 4G63・SOHC12バルブ、16バルブ、DOHC16バルブ、DOHC16バルブGDI、DOHC16バルブMIVEC 等、シリンダーヘッドにより様々なバリエーションを持つ。ボアxストローク： 85.0 x 88.0　三菱車以外の搭載車種もクライスラーやヒュンダイの車種(例：ダッジ・ラム、ソナタⅡ/Ⅲなど)のみにとどまらない。
- 4G61・DOHC16バルブ 1,595 cc ボア82.3mm x ストローク75.0 mm。三菱車以外の搭載車種は初代エラントラなど。サイレントシャフトは非採用。ボアxストローク：　82.3 x 75.0。4G6系唯一のショートストロークエンジン。
- 4G64・4G63のスケールアップバージョン。2,400cc。SOHC16バルブが基本だがDOHC16バルブのGDI仕様も存在する。ボアxストローク： 86.5 x 100.0
- 4G67・4G63のボアダウン版でありG62Bのボアアップ版。1,800cc。DOHC16バルブのみ。ボアxストローク：81.5 x 88.0
- 4G69・4G64の後継機。2,400cc。SOHC16バルブ。4G64エンジンをベースにMIVEC化されたもの。ボアxストローク　87.0 x 100.0

## エンジン諸元
| 車名                               | 形式名      | エンジン型式 | 種類 | 圧縮比 | 最高出力 PS/rpm | 最高トルク N·m (kg·m) /rpm | 燃料 供給装置 | 使用燃料 タンク容量 L       |
| ---------------------------------- | ----------- | ------------ | ---- | ------ | --------------- | -------------------------- | ------------- | --------------------------- |
| LANCER EX2000                      | A176A       | 4G63ターボ   | SOHC | 7.6    | 168/5,500       | 25.0/3,500                 | ECI(SPI)      | n/a・50                     |
| STARION GSR-V ('85)                | E-A183A     | G63Bターボ   | 〃   | 7.5    | 170/5,800       | 26.0/3,000                 | 〃            | 無鉛レギュラー ガソリン・75 |
| GALANT MX ('87)                    | E-E33A      | 4G63         | DOHC | 9.0    | 140/6,000       | 17.5/5,000                 | ECI-MULTI     | 無鉛レギュラー ガソリン・60 |
| GALANT MX ('89)                    | 〃          | 〃           | 〃   | 〃     | 145/6,000       | 17.8/5,000                 | 〃            | 〃                          |
| GALANT MX ('90)                    | 〃          | 〃           | 〃   | 10.4   | 160/6,500       | 19.0/4,750                 | 〃            | 無鉛プレミアム ガソリン・60 |
| GALANT AMG ('89)                   | 〃          | 〃           | 〃   | 〃     | 170/6,750       | 19.5/5,000                 | 〃            | 〃                          |
| GALANT VR-4('87)                   | E-E39A SNPF | 4G63ターボ   | 〃   | 7.8    | 205/6,000       | 30.0/3,000                 | 〃            | 無鉛プレミアム ガソリン・62 |
| GALANT VR-4('89)                   | 〃          | 〃           | 〃   | 〃     | 220/6,000       | 30.0/3,500                 | 〃            | 〃                          |
| GALANT VR-4('90)                   | 〃          | 〃           | 〃   | 〃     | 240/6,000       | 31.0/3,500                 | 〃            | 〃                          |
| GALANT VR-4 AT('89)                | E-E39A SRPF | 〃           | 〃   | 〃     | 210/6,000       | 30.0/3,000                 | 〃            | 〃                          |
| LANCER EVOLUTION GSR ('92)         | CD9A        | 〃           | 〃   | 8.5    | 250/6,000       | 31.5/3,000                 | 〃            | 無鉛プレミアム ガソリン・50 |
| LANCER EVOLUTION II GSR ('94)      | CE9A        | 〃           | 〃   | 〃     | 260/6,000       | 〃                         | 〃            | 〃                          |
| LANCER EVOLUTION III GSR ('95)     | 〃          | 〃           | 〃   | 9.0    | 270/6,250       | 〃                         | 〃            | 〃                          |
| LANCER EVOLUTION IV GSR ('96)      | E-CN9A      | 〃           | 〃   | 8.8    | 280/6,500       | 36.0/3,000                 | 〃            | 〃                          |
| LANCER EVOLUTION V GSR ('98)       | GF-CP9A     | 〃           | 〃   | 〃     | 〃              | 38.0/3,000                 | 〃            | 〃                          |
| LANCER EVOLUTION VI TME GSR ('00)  | 〃          | 〃           | 〃   | 〃     | 〃              | 38.0/2,750                 | 〃            | 〃                          |
| LANCER EVOLUTION VII GSR ('01)     | GH-CT9A     | 〃           | 〃   | 〃     | 〃              | 39.0/3,500                 | 〃            | 無鉛プレミアム ガソリン・48 |
| LANCER EVOLUTION VII GT-A ('02)    | 〃          | 〃           | 〃   | 〃     | 272/6,500       | 35.0/3,000                 | 〃            | 〃                          |
| LANCER EVOLUTION VIII GSR ('03)    | 〃          | 〃           | 〃   | 〃     | 280/6,500       | 40.0/3,500                 | 〃            | 無鉛プレミアム ガソリン・55 |
| LANCER EVOLUTION VIII MR GSR ('04) | 〃          | 〃           | 〃   | 〃     | 〃              | 40.8/3,500                 | 〃            | 〃                          |
| LANCER EVOLUTION IX GSR ('05)      | 〃          | 〃           | 〃   | 〃     | 〃              | 40.8/3,000                 | 〃            | 〃                          |
| LANCER EVOLUTION IX GT ('05)       | 〃          | 〃           | 〃   | 〃     | 〃              | 41.5/3,000                 | 〃            | 〃                          |
| LANCER EVOLUTION WAGON GT ('05)    | 〃          | 〃           | 〃   | 〃     | 〃              | 40.0/3,000                 | 〃            | 〃                          |
| LANCER EVOLUTION IX MR GSR ('06)   | 〃          | 〃           | 〃   | 〃     | 〃              | 40.8/3,000                 | 〃            | 〃                          |
| LANCER EVOLUTION IX MR RS ('06)    | 〃          | 〃           | 〃   | 〃     | 〃              | 41.5/3,000                 | 〃            | 無鉛プレミアム ガソリン・50 |
| CHARIOT MX ('91)                   | E-N33W      | 4G63         | SOHC | 9.5    | 105/5,500       | 16.1/4,500                 | 〃            | 無鉛レギュラー ガソリン・60 |
| CHARIOT RESORT RUNNER GT 5MT ('95) | E-N43W      | 4G63ターボ   | DOHC | 8.5    | 230/6,000       | 29.5/2,500                 | 〃            | 無鉛プレミアム ガソリン・60 |
| CHARIOT RESORT RUNNER GT AT ('95)  | 〃          | 〃           | 〃   | 〃     | 220/6,000       | 30.5/3,000                 | 〃            | 〃                          |
| RVR SUPER SPORTS GEAR 5MT ('95)    | E-N23WG     | 〃           | 〃   | 〃     | 230/6,000       | 29.5/3,000                 | 〃            | 〃                          |
| RVR SUPER SPORTS GEAR AT ('95)     | 〃          | 〃           | 〃   | 〃     | 220/6,000       | 30.5/2,500                 | 〃            | 〃                          |
| RVR HYPER SPORTS GEAR R 5MT ('97)  | 〃          | 〃           | 〃   | 〃     | 250/6,000       | 31.5/3,000                 | 〃            | 〃                          |
| RVR HYPER SPORTS GEAR R AT ('97)   | 〃          | 〃           | 〃   | 〃     | 230/6,000       | 30.5/2,500                 | 〃            | 〃                          |
| RVR HYPER SPORTS GEAR Z ('97)      | 〃          | 4G63         | 〃   | 10.5   | 160/6,500       | 19.0/4,750                 | 〃            | 〃                          |
| DION EXCEED ('00)                  | GH-CR9W     | 4G63 GDI     | 〃   | 10.3   | 135/5,800       | 18.7/3,500                 | GDI           | 無鉛レギュラー ガソリン・60 |
| RVR SPORT GEAR X3 ('97)            | GF-N73WG    | 4G63ターボ   | 〃   | 9.0    | 250/5,500       | 35.0/2,500                 | 〃            | 無鉛プレミアム ガソリン・58 |
| AIRTREK TURBO-R ('02)              | TA-CU2W     | 〃           | 〃   | 8.8    | 240/6,000       | 〃                         | 〃            | 無鉛プレミアム ガソリン・60 |
| DELICA CARGO 2.0GX ('96)           | GA-PA3V     | 4G63         | SOHC | 9.5    | 115/6,000       | 17.0/3,000                 | キャブレター  | 無鉛レギュラー ガソリン・66 |
| CANTER GUTS DX('97)                | CBF-FB700A  | 〃           | 〃   | n/a    | 107/5,000       | 16.6/4,000                 | ECI-MULTI     | 無鉛レギュラー ガソリン・55 |

## 主な搭載車
※三菱ふそうトラック・バスを含む
- ランサー
  - ランサーエボリューション
- スタリオン
- ギャラン
  - エテルナ
  - エテルナSAVA
- エアトレック
- ディオン
- RVR
- シャリオ
- エクリプス/イーグル・タロン(クライスラー仕様車)
- デリカバン（2Lガソリン車のみ）
- キャンター（ガッツシリーズを含む1.5t積みモデルのみ）

### 三菱自動車・三菱ふそうトラック・バス以外のメーカーでの使用例
- 三菱重工業小型フォークリフト グリンディア 2Lガソリンモデル（先代）
- ダッジ・ラム50
- 中華・BS6

#### ヒュンダイ車への搭載例
- エラントラ(初代)
- ソナタ(Ⅱ/Ⅲ)
- グレンジャー(初代)　※元であるデボネアVへの設定はない。